# 克里斯蒂安·施特罗迪克
克里斯蒂安·施特罗迪克（德語：Christian Strohdiek，1988年1月22日—）是一位德国足球运动员，自2016-17赛季起效力于帕德博恩07，于场上司职后卫。現效力德乙球隊维尔茨堡踢球者。

## 足球生涯
施特罗迪克是自埃尔森体操及草地运动俱乐部（TuRa Elsen）开始踢足球，并在经历了帕德博恩07所有年龄段的青年队后，于2007年签下了一份为期三年的职业合同，但在他的处子赛季并没有获得出场机会。在2008-09赛季德丙，施特罗迪克直至对阵奥斯纳布吕克的升级附加赛次回合比赛中才得到了5分钟的上阵时间。由于球队接连遭受伤病袭击，作为中后卫的施特罗迪克自2009-10赛季德乙开始越来越多的登场，并于2010-11赛季频繁出现在首发阵容中。他于2009年11月16日完成德乙首秀，随队在主场以2比1击败科布伦茨。凭借27次出场及1记入球，他为球队在2014年首度晋级德甲作出了贡献。
2015年5月12日，德乙俱乐部福尔图娜杜塞尔多夫宣布签下施特罗迪克，并为其提供了一份三年的合同。他在那里最初担任主力中后卫，但由于数次犯错而造成失球；导致球队在整个赛季都不得不为保级而战。结果，时任主教练弗兰克·克拉默将他逐上看台，而俱乐部也签入了位置相同的。尽管施特罗迪克于克拉默被解雇后得到了赦免，但在随后的几任主帅彼得·赫尔曼、马尔科·库尔茨以及弗里德黑尔姆·丰克尔治下，他始终未能脱离替补球员的角色。在2015-16赛季的后半程，施特罗迪克仅在杜塞尔多夫以1比3不敌波鸿的比赛中获得出场机会，但冯克尔也只是在比赛的最后阶段才将其遣出。前者在完成保级后还宣布，阵中的多名球员——包括施特罗迪克，均不在他未来的计划之内。与此同时，杜塞尔多夫还考虑将他连同同样失去位置的卡里姆·哈吉、塞尔坎·萨拉雷尔、迈克·范杜伊能和迪迪埃·亚科南一起“驱逐”至一个单独的训练小组。
2016年6月21日，施特罗迪克重返帕德博恩07。